# سيفاجي: الرئيس
سيفاجي:الرئيس هو فيلم أكشن هندي باللغة التاميلية من بطولة راجنيكانث،شريا ساران،فيفيك وسومان.تم عرض الفيلم في الهند في 15 يونيو 2007.

## روابط خارجية
سيفاجي: الرئيس على موقع IMDb (الإنجليزية)
- سيفاجي: الرئيس على موقع روتن توميتوز (الإنجليزية)
- سيفاجي: الرئيس على موقع ألو سيني (الفرنسية)
- سيفاجي: الرئيس على موقع أول موفي (الإنجليزية)
- سيفاجي: الرئيس على موقع فيلمافينيتي (الإسبانية)
- سيفاجي: الرئيس على موقع قاعدة بيانات الفيلم (الإنجليزية)
- سيفاجي: الرئيس على موقع ليتربوكسد (الإنجليزية)
- سيفاجي: الرئيس على موقع كينوبويسك (الروسية)